# Выброс чернобыльских радионуклидов
Выброс чернобыльских радионуклидов происходил 26 апреля — 5 мая 1986 года в результате Чернобыльской аварии. На протяжении 10 дней из разрушенного 4-го блока Чернобыльской АЭС (ЧАЭС) по последним оценкам было выброшено в окружающую среду наиболее опасных радионуклидов (в процентах от содержания в реакторе на момент аварии):
- 100 % радиоактивных благородных газов (радиоизотопы Kr, Xe);
- 50-60 % радиоизотопов йода;
- 33±10 % радиоизотопов цезия;
- менее 1,5 % нелетучих радиоизотопов Zr, Nb, Ru, Sb, Ce, Eu, U, Pu, Am, Cm в составе частиц мелко диспергированного облучённого ядерного топлива — топливных «горячих» частиц (таблица 1)[1][2][3][4].

Из 192 тонн ядерного топлива реактора за пределы промплощадки ЧАЭС было выброшено менее 3 тонн ядерного топлива.
В соответствии с величиной выброса радионуклидов по шкале международных ядерных событий INES Чернобыльской аварии был присвоен наивысший 7-й уровень, соответствующий крупным авариям (major accident) .
Проведение работ по картированию радионуклидного загрязнения территории в 1986—2000 гг. позволило уточнить данные о выбросе радионуклидов, приведённые в первом отчете СССР о Чернобыльской аварии, предоставленном в МАГАТЭ в августе 1986 года, где величина выброса радиоизотопов йода оценивалась в 20±10 %, цезия около 13±7 % и нелетучих радионуклидов менее чем 4,5 %.
Длительная (на протяжении 10 дней) динамика выброса радионуклидов из Чернобыльского реактора во время аварии, а также изменение метеоусловий привели к сложной картине радиоактивного загрязнения обширных территорий Европы.

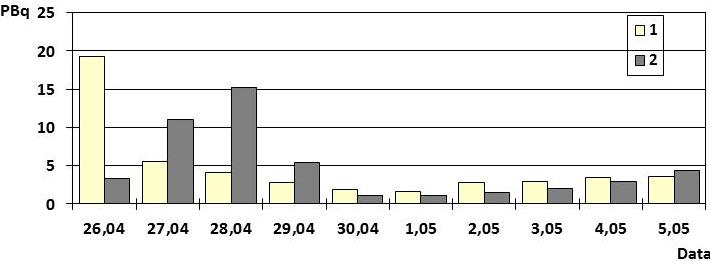
Динамика выброса ^{137}Cs во время Чернобыльской аварии по данным Абагяна, 1986г. (1) и Израэля, 1990г. (2)

| Изотоп | Активность радионуклидов в 4-м блоке, Бк | Относительный выброс радионуклидов по оценке 1986 года, % | Относительный выброс радионуклидов по оценке на настоящее время, % |
| 3H     | 1.4×1015                                 | -                                                         | -                                                                  |
| 85Kr   | 2.8-3.3×1016                             | ~100                                                      | ~100                                                               |
| 90Sr   | 2.0-2.3×1017                             | 4.0±2.0                                                   | 1.5±0.6                                                            |
| 95Zr   | 4.8-5.8×1018                             | 3.2±1.6                                                   | 1.2±0.5                                                            |
| 106Ru  | 8.6-22×1017                              | 2.9±1.5                                                   | 1.2±0.5                                                            |
| 125Sb  | 1.5-2.6×1016                             | -                                                         | 1.2±0.5                                                            |
| 129I   | 8.0×1010                                 | 20±10                                                     | 50¸60                                                              |
| 131I   | 2.5-3.1-3.2×1018                         | 20±10                                                     | 50¸60                                                              |
| 133Xe  | 6.5-7.4×1018                             | ~100                                                      | ~100                                                               |
| 134Cs  | 1.5-1.7-1.9×1017                         | 10±5                                                      | 33±10                                                              |
| 137Cs  | 2.6-3.0×1017                             | 13±7                                                      | 33±10                                                              |
| 144Ce  | 3.2-3.9-4.1×1018                         | 2.8±1.4                                                   | 1.2±0.5                                                            |
| 154Eu  | 8.5-14×1015                              | 3.0±1.5                                                   | 1.2±0.5                                                            |
| 238Pu  | 8.2-13×1014                              | 3.0±1.5                                                   | 1.2±0.5                                                            |
| 239Pu  | 8.5-9.2-9.5×1014                         | 3.0±1.5                                                   | 1.2±0.5                                                            |
| 240Pu  | 1.2-1.5-1.8×1015                         | 3.0±1.5                                                   | 1.2±0.5                                                            |
| 241Pu  | 1.7-1.8-2.1×1017                         | 3.0±1.5                                                   | 1.2±0.5                                                            |
| 241Am  | 1.4-1.6×1014                             | 3.0±1.5                                                   | 1.2±0.5                                                            |